# Werner Stocker
Werner Stocker (n. 14 august 1961, Elveția) este un bober ce a reprezentat Elveția, medaliat olimpic. A participat la o ediție a Jocurilor Olimpice (1988) în care a câștigat o medalie de aur.

## Participări
Lista de mai jos prezintă principalele competiții la care a participat Werner Stocker de-a lungul carierei.
- bobsleigh at the 1988 Winter Olympics[*]